# Гонка чемпионов

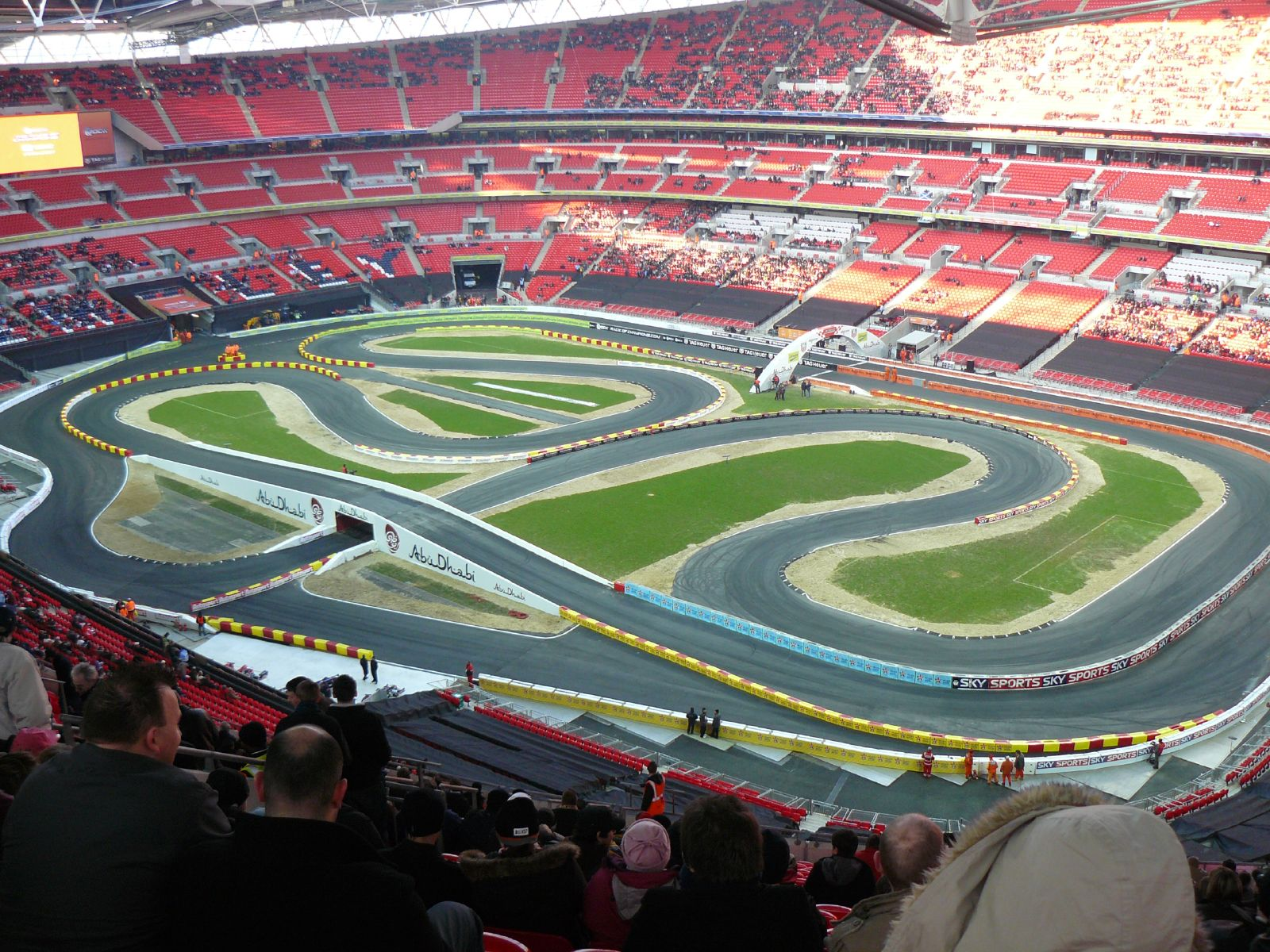
Трасса для гонки 2007 года на стадионе Уэмбли

Гонка чемпионов — международное автогоночное мероприятие, проходящее в начале или в конце каждого года. В гонке принимают участие лучшие трековые и раллийные гонщики мира. Это единственное соревнование, в котором одновременно участвуют выходцы из Формулы-1, WRC, IndyCar, NASCAR, а также представители кузовных автогонок, таких как WTCC. Гонка проходит на идентичных кузовных автомобилях и машинах багги.
Первая гонка была организована в 1988 году легендарной Мишель Мутон и Фредриком Джонсоном (президент IMP) в память о погибшем в заезде группы B гонщике Хенри Тойвонене. Изначально это было состязание между лучшими в мире раллийными гонщиками, однако сейчас в соревновании участвуют гонщики из самых престижных гоночных дисциплин, включая мотоциклетный спорт.
Победитель общего зачета гонки чемпионов получает титул «Чемпион чемпионов»(Champion of champions) и трофей памяти Хенри Тойвонена. Национальный кубок гонки чемпионов был введен в 1999 году и сейчас в нём соревнуются по два гонщика, которые представляют свою страну.
Событие проводилось в множестве локаций, включая 12 лет соревнований на Канарских Островах, с 1992 по 2003 год. Позже гонка немного изменила формат и стала проводиться на разных стадионах, включая Стад де Франс в Париже, стадион Уэмбли в Лондоне, Пекинский национальный стадион, Эспирит Арену в Дюссельдорфе и стадион Раджамангала в Бангкоке. В 2014 мероприятие проводилось на треке в Bushy Park, Барбадос, а в ноябре 2015 проводилось, на Олимпийском стадионе 2012 года, в Лондоне. В 2017 году Гонка чемпионов прошла в январе, на стадионе Марлинс-парк, в Майами.

## Победители гонок
| Год  | Место                                 | Чемпион чемпионов  | Кубок Наций   | Кубок Наций                                  | Ралли мастерс      | Классик мастерс |
| Год  | Место                                 | Чемпион чемпионов  | Страна        | Команда                                      | Ралли мастерс      | Классик мастерс |
| ---- | ------------------------------------- | ------------------ | ------------- | -------------------------------------------- | ------------------ | --------------- |
| 2017 | Марлинс-парк, Майами                  | Хуан Пабло Монтойя | Германия      | Себастьян Феттель                            |                    |                 |
| 2015 | Олимпийский стадион, Лондон           | Себастьян Феттель  | Англия        | Джейсон Плато Энди Приоль                    |                    |                 |
| 2014 | Барбадос                              | Дэвид Култхард     | Скандинавия   | Том Кристенсен Петтер Сольберг               |                    |                 |
| 2012 | Раджамангала, Бангкок                 | Ромен Грожан       | Германия      | Михаэль Шумахер Себастьян Феттель            |                    |                 |
| 2011 | Эсприт Арена, Дюссельдорф             | Себастьян Ожье     | Германия      | Михаэль Шумахер Себастьян Феттель            |                    |                 |
| 2010 | Эсприт Арена, Дюссельдорф             | Фелипе Альбукерке  | Германия      | Михаэль Шумахер Себастьян Феттель            |                    |                 |
| 2009 | Пекинский национальный стадион, Пекин | Маттиас Экстрем    | Германия      | Михаэль Шумахер Себастьян Феттель            |                    |                 |
| 2008 | Уэмбли, Лондон                        | Себастьян Лёб      | Германия      | Михаэль Шумахер Себастьян Феттель            |                    |                 |
| 2007 | Уэмбли, Лондон                        | Маттиас Экстрем    | Германия      | Михаэль Шумахер Себастьян Феттель            |                    |                 |
| 2006 | Стад де Франс                         | Маттиас Экстрем    | Финляндия     | Хейкки Ковалайнен Маркус Гронхольм           |                    |                 |
| 2005 | Стад де Франс                         | Себастьян Лёб      | Скандинавия   | Том Кристенсен Маттиас Экстрем               |                    |                 |
| 2004 | Стад де Франс                         | Хейкки Ковалайнен  | Франция       | Жан Алези Себастьян Лёб                      |                    |                 |
| 2003 | Гран-Канария                          | Себастьян Лёб      | Команда звёзд | Фонси Ньето Кристиано да Матта Жиль Пааницци |                    |                 |
| 2002 | Гран-Канария                          | Маркус Гронхольм   | США           | Джимми Джонсон Джеф Гордон Колин Эдвардс     |                    |                 |
| 2001 | Гран-Канария                          | Хари Рованпера     | Испания       | Иисус Пурас Рубен Чаус Фернандо Алонсо       |                    |                 |
| 2000 | Гран-Канария                          | Томми Мякинен      | Франция       | Регис Лакони Иван Мюллер Жиль Паницци        | Армин Шварц        |                 |
| 1999 | Гран-Канария                          | Дидье Ориоль       | Финляндия     | Томми Мякинен Юрки-Ярви Лехто Кари Тиайнен   |                    |                 |
| 1998 | Гран-Канария                          | Колин МакРей       |               |                                              | Алистер МакРей     | Мики Биасион    |
| 1997 | Гран-Канария                          | Карлос Сайнс       |               |                                              | Ярмо Кютолехто     | Вальтер Рёрль   |
| 1996 | Гран-Канария                          | Дидье Ориоль       |               |                                              | Флавио Алонсо      |                 |
| 1995 | Гран-Канария                          | Франсуа Делекур    |               |                                              | Андреа Агини       | Марк Дуэз       |
| 1994 | Гран-Канария                          | Дидье Ориоль       |               |                                              | Тимо Салонен       | Жан-Луи Шлессер |
| 1993 | Гран-Канария                          | Дидье Ориоль       |               |                                              | Стиг Бломквист     |                 |
| 1992 | Гран-Канария                          | Андреа Агини       |               |                                              | Флавио Алонсо      |                 |
| 1991 | Мадрид                                | Юха Канккунен      |               |                                              | Жозе Мария Бардоле |                 |
| 1990 | Барселона                             | Стиг Бломквист     |               |                                              | Кеннет Эриксон     |                 |
| 1989 | Нюрбургринг                           | Стиг Бломквист     |               |                                              |                    |                 |
| 1988 | Монльери                              | Юха Канккунен      |               |                                              |                    |                 |